# Joseph von Radowitz

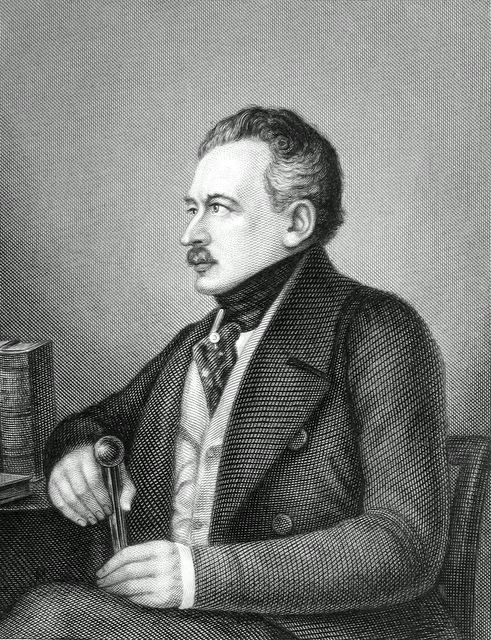
Joseph von Radowitz

Joseph Maria Ernst Christian Wilhelm von Radowitz, född 6 februari 1797 i Blankenburg, död 25 december 1853 i Berlin, var en preussisk general och statsman; far till Joseph Maria von Radowitz.
Radowitz tillhörde en från Ungern på 1700-talet till Tyskland inflyttad romersk-katolsk adelssläkt. Han inträdde 1814 i kurhessisk och 1823 i preussisk militärtjänst, där han 1830 utnämndes till chef för artilleriets generalstab. 
Vid sidan av sin militära verksamhet hade Radowitz utpräglade politiska, religiösa och litterära intressen. Han uppträdde som författare i olika ämnen och behandlade i "Berliner Politisches Wochenblatt" utrikespolitiska frågor. Till dåvarande kronprinsen, sedermera kung Fredrik Vilhelm IV, trädde han redan 1824 i ett intimt vänskapsförhållande; även efter dennes tronbestigning (1840) hörde han, trots att inte var minister (han var sedan 1836 Preussens militärfullmäktige vid förbundsdagen), till hans förtrogna rådgivare. 
Radowitz delade kungens religiöst mystiska uppfattning av kungadömet (han var själv romersk katolik), men var tillika livligt övertygad om nödvändigheten för Preussen att söka anslutning hos den nationella rörelsen i Tyskland och därmed bli bärare av den tyska enhetstanken; han sökte påverka kungen i denna riktning. I ett berömt memorial av 20 november 1847 framlade han för denne sitt program för förbundsförfattningens reformering under Preussens ledning; han vann kungens bifall och sändes till Wien för att förhandla på den föreslagna grundvalen. Men förhandlingarna avbröts genom revolutionerna i Wien och Berlin, och Radowitz lämnade statstjänsten 1848. 
Radowitz valdes till ledamot av Frankfurtparlamentet 1848, blev han där ledare för yttersta högern. I april 1849 kallades han av kungen till Berlin. Utan att inträda i ministären blev han nu för en tid den verklige ledaren av Preussens politik; hans arbete gick närmast ut på att genom överenskommelser med de tyska regeringarna förbereda en omgestaltning av förbundet ("unionspolitiken"). Det motstånd, som hans politik mötte ej minst från Österrike, och de upprepade misslyckanden, som den rönte, minskade bland de preussiska statsmännen förtroendet till hans planer. Men kungen ville trots detta ej låta honom träda tillbaka; 26 september 1850 övertog han också formellt utrikesministeriet. Han ansåg, att Preussen borde inta en fast hållning emot Österrike och i nödfall uppta strid med denna makt. Men ministärens flertal var för eftergivenhet. Han begärde då och erhöll avsked (november samma år); hans efterträdare uppgav helt unionsplanerna. Radowitz politik hade totalt misslyckats; först Otto von Bismarck förverkligade hans tankar.
Radowitz Gesammelte Schriften utkom 1852-53 i fem band.